# Carex acocksii
Carex acocksii là một loài thực vật có hoa trong họ Cói. Loài này được C.Archer mô tả khoa học đầu tiên năm 1997 publ. 1998.